# Josephinischer Stil

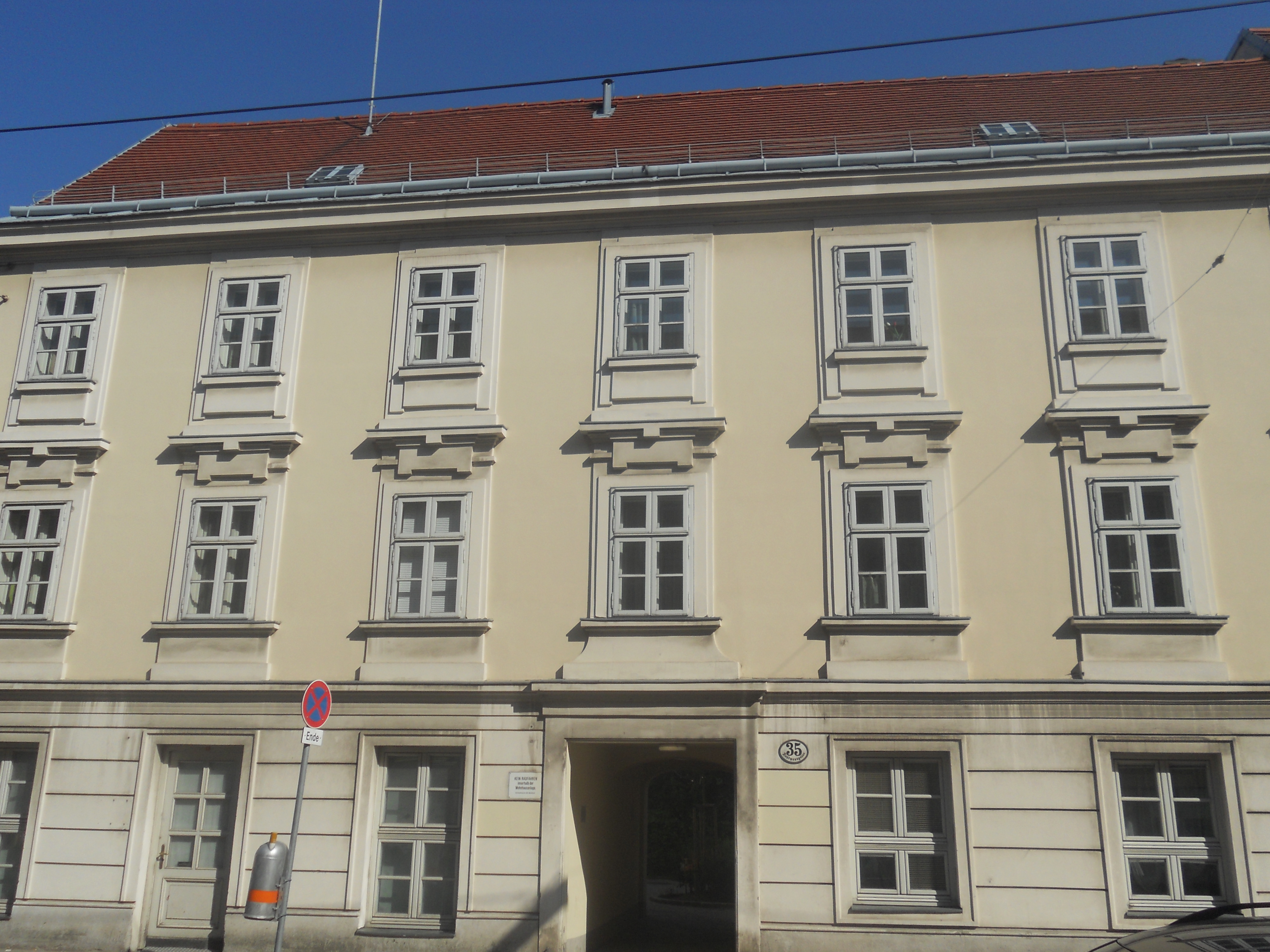
Haus Kundmanngasse 35 in Wien, ein Beispiel des Josephinischen Plattenstils

Der Josephinische Stil, auch Josephinischer Barock oder Josephinischer Klassizismus bezeichnet, ist eine Stilrichtung in der österreichischen Kunst, dem Kunsthandwerk, der Inneneinrichtung und Architektur des Josephinismus im Habsburgerreich unter Kaiser Josef II. im 18. Jahrhundert.
Er markiert das Ende des sogenannten Habsburgerbarock und löste den Theresianischen Stil ab, die nach Maria Theresia benannte Richtung des Spätbarock bzw. Rokoko, und findet sich zwischen etwa 1760, als die Regierungsbeteiligung Josephs begann, und 1780/90, entspricht also dem beginnenden Klassizismus.
Er zeichnet sich durch eine gewisse nüchterne Strenge aus, repräsentiert den Absolutismus des Josephinismus, und entspricht etwa dem französischen Louis-seize und dem deutschen Zopfstil.
Ein Charakteristikum bei der Fassadengestaltung der Häuser ist die Reduktion der barocken Dekorelemente auf plattenartige Erhöhungen oder Putzflächen, dafür wurde der Ausdruck Josephinischer Plattenstil oder kurz Plattenstil geprägt.